# Saint-Laurent-des-Autels

Saint-Laurent-des-Autels este o comună în departamentul Maine-et-Loire, Franța. În 2009 avea o populație de 2,111 de locuitori.